# 特殊機電学校
座標: 北緯48度42分30秒 東経2度09分50秒 / 北緯48.70833度 東経2.16389度
特殊機電学校（ESME Sudria、旧École Spéciale de Mécanique et d'Électricité）は、フランスのパリ、リヨン、リールにある理工系の高等教育機関（グランゼコール）である。
1905年にヨアヒム・スドリア（Joachim Sudria）によって設立され 、1922年に国から承認を受けた。旧校名の"École Spéciale de Mécanique et d'Électricité"は、「機械・電気専門学校」という意味である。

## 教育
- Ingénieur ESME Sudria (ESME Sudria Graduate engineer Master degree)
- 修士 研究 Masters Research & 博士 Doctorat (PhD doctorate studies)